# استینفورث، یورک‌شر شمالی
استینفورث (به انگلیسی: Stainforth) یک روستا و محله مدنی در بریتانیا است که در کرون واقع شده‌است. استینفورث ۲۳۱ نفر جمعیت دارد.،